# Edge Rocks
Le Edge Rocks (in lingua inglese: Rocce del bordo) sono due piccoli affioramenti rocciosi posti sul margine sudorientale dell'Iroquois Plateau, 20 km a est del Hill Nunatak, nei Monti Pensacola, in Antartide.
Le rocce sono state mappate dall'United States Geological Survey (USGS) sulla base di rilevazioni e foto aeree scattate dalla U.S. Navy nel periodo 1956-66.
La denominazione stata assegnata dall'Advisory Committee on Antarctic Names (US-ACAN) in relazione alla posizione sul bordo dell'Iroquois Plateau.